# Phim teen
Phim teen hay còn gọi là phim điện ảnh teen, là một thể loại phim nhắm đến thanh thiếu niên và người trẻ tuổi bởi cốt truyện được xây dựng dựa trên những mối quan tâm đặc biệt của đối tượng khán giả này, ví dụ như những câu chuyện của tuổi mới lớn, nỗ lực hòa nhập, chuyện bắt nạt, áp lực bạn bè, mối tình đầu, tuổi nổi loạn, xung đột với cha mẹ, nỗi lo âu hay sự bất hòa của tuổi teen. Thường thì những nội dung đề tài nghiêm túc một cách bình thường như này được thể hiện theo kiểu hào nhoáng, rập khuôn hoặc thông tục. Nhiều nhân vật tuổi teen là do các diễn viên trẻ tuổi thủ vai. Một số bộ phim teen thì hấp dẫn các nam thanh niên trẻ, nhưng những bộ phim khác lại có sức lôi cuốn đối với những phụ nữ trẻ.
Các bộ phim thuộc thể loại này thường được quay tại các trường trung học và đại học, hoặc tồn tại các nhân vật trong độ tuổi học sinh trung học hay sinh viên đại học.

## Phân loại
Phim teen theo truyền thống thì thường gần gũi với dòng phim hài tình cảm. Các thể loại phim teen pha tạp gồm có:
- Phim khoa học viễn tưởng
- Phim kinh dị
- Phim thanh xuân (thường ở dạng phim truyền hình)
- Phim hài
- Phim hài tình dục
- Phim ca nhạc

## Các diễn viên nổi bật

Hình ảnh một số diễn viên nổi tiếng của dòng phim teen Mỹ, đính kèm báo Hoa Học Trò, bao gồm Britney Spears và Hilary Duff

Những diễn viên nổi tiếng của dòng phim teen gồm có: Annette Funicello, Hayley Mills và Sal Mineo ở những năm 1960-1970; Molly Ringwald, John Cusack, Michael J. Fox, Robert Downey Jr., Matthew Broderick và các thành viên của hội Brat Pack thời điểm những năm 1980 và đầu những năm 1990; và còn Sarah Michelle Gellar, Neve Campbell, Rose McGowan, Jennifer Love Hewitt, Heath Ledger, Britney Spears, Kirsten Dunst, Shannon Elizabeth, Gina Ravera, Seth Green, Tobey Maguire, Alicia Silverstone, hai chị em Mary-Kate và Ashley Olsen, Frankie Muniz, Hilary Duff, Lindsay Lohan và Hayden Panettiere vào cuối những năm 1990 cho đến những năm 2000. Những diễn viên này đều tự đóng vai trẻ nhỏ hoặc thanh thiếu niên trong các bộ phim của họ.
Các diễn viên tiêu biểu của dòng phim teen thập niên 2010 gồm có: KJ Apa, Noah Centineo, Timothée Chalamet, Zac Efron, Lucy Hale, Lucas Hedges, Tom Holland, Anna Kendrick, Katherine Langford, Keiynan Lonsdale, Ezra Miller, Evan Peters, Nick Robinson, Cole Sprouse, Amandla Stenberg, Emma Stone, Ashley Tisdale, Emma Watson và Finn Wolfhard.